# 小眼宝螺
小眼宝螺（学名：Purpuradusta gracilis，舊名），是中腹足目宝螺科宝螺属的一种。主要分布于韩国、中国大陆、台湾、越南、马来西亚、新加坡、印度尼西亚，常栖息在潮间带至潮下带。其种加词来源于拉丁文“gracilis”，意为“细长的”。